# Rogna, Sălaj
Rogna (în maghiară Kornislaka) este un sat în comuna Ileanda din județul Sălaj, Transilvania, România.

## Obiective turistice
- Rezervația naturală Pădurea "La Castani" (7,8 ha).

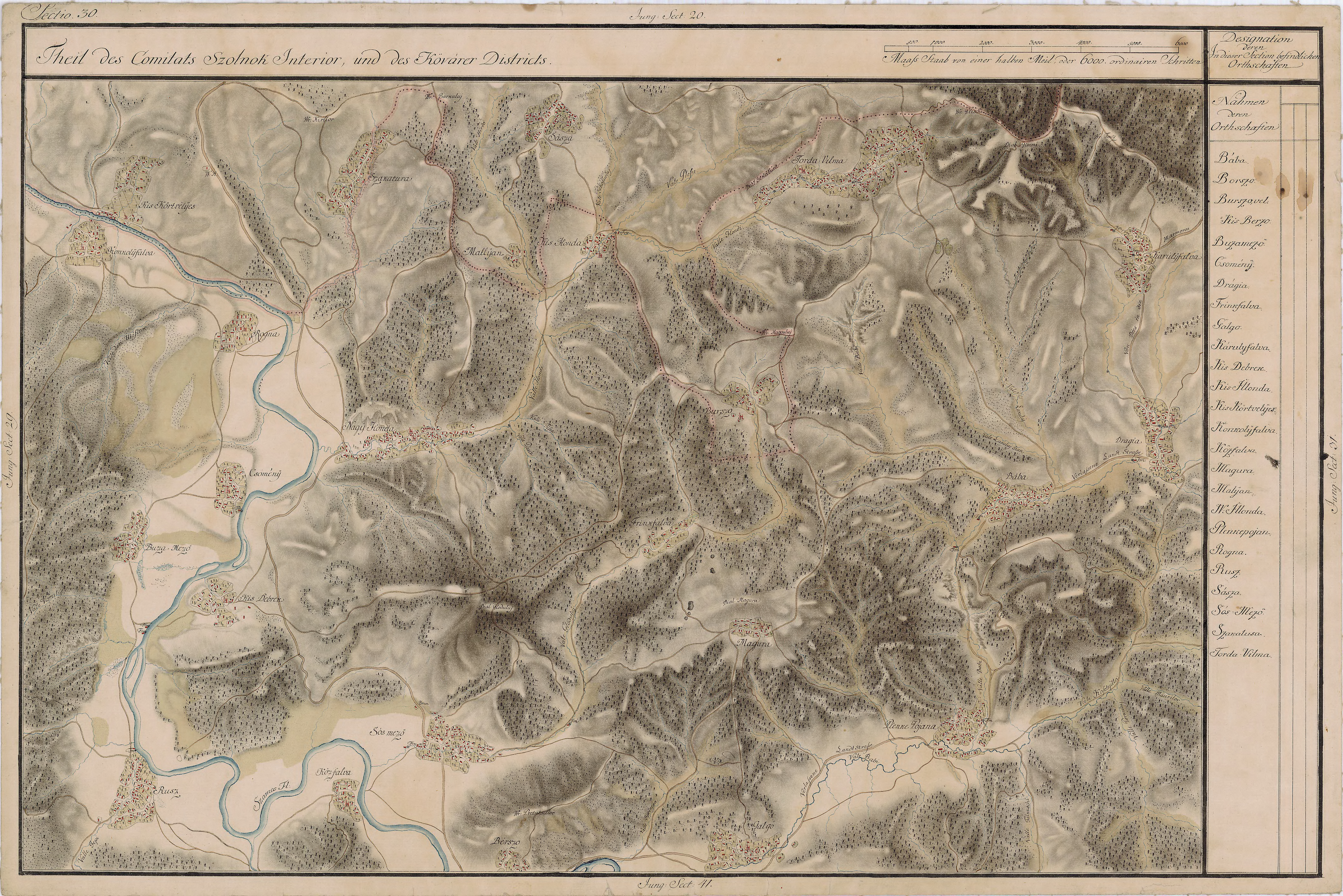
Rogna în Harta Iosefină a Transilvaniei, 1769-1773